# 共产主义纲领 (德国)
共产主义纲领（德語：Kommunistische Plattform，缩写为KPF）是德国左翼党的一个政治派系，成立于1989年12月30日。
该派系致力于传承马克思主义理念，改善穷人的境遇，对抗种族主义。该派系的最高决策机构是联邦会议，每年召开两次。该派系的发言人之一是艾伦·布隆巴赫。该派系的创始人是莎拉·瓦根克内希特，她是德国联邦议院议员，曾任左翼党副主席。
在左翼党内部，该派系与马克思主义论坛和格拉对话/社会主义对话密切合作，与古巴是的和生态纲领也有紧密的联系。该派系特别反对左翼党内部的民主社会主义论坛。该派系还在党外活动中与德国的共产党密切合作，也与德国共产党 (1990年)、《红狐狸》杂志合作过。2012年初，该派系约有1200名成员。